# Ciechocinek

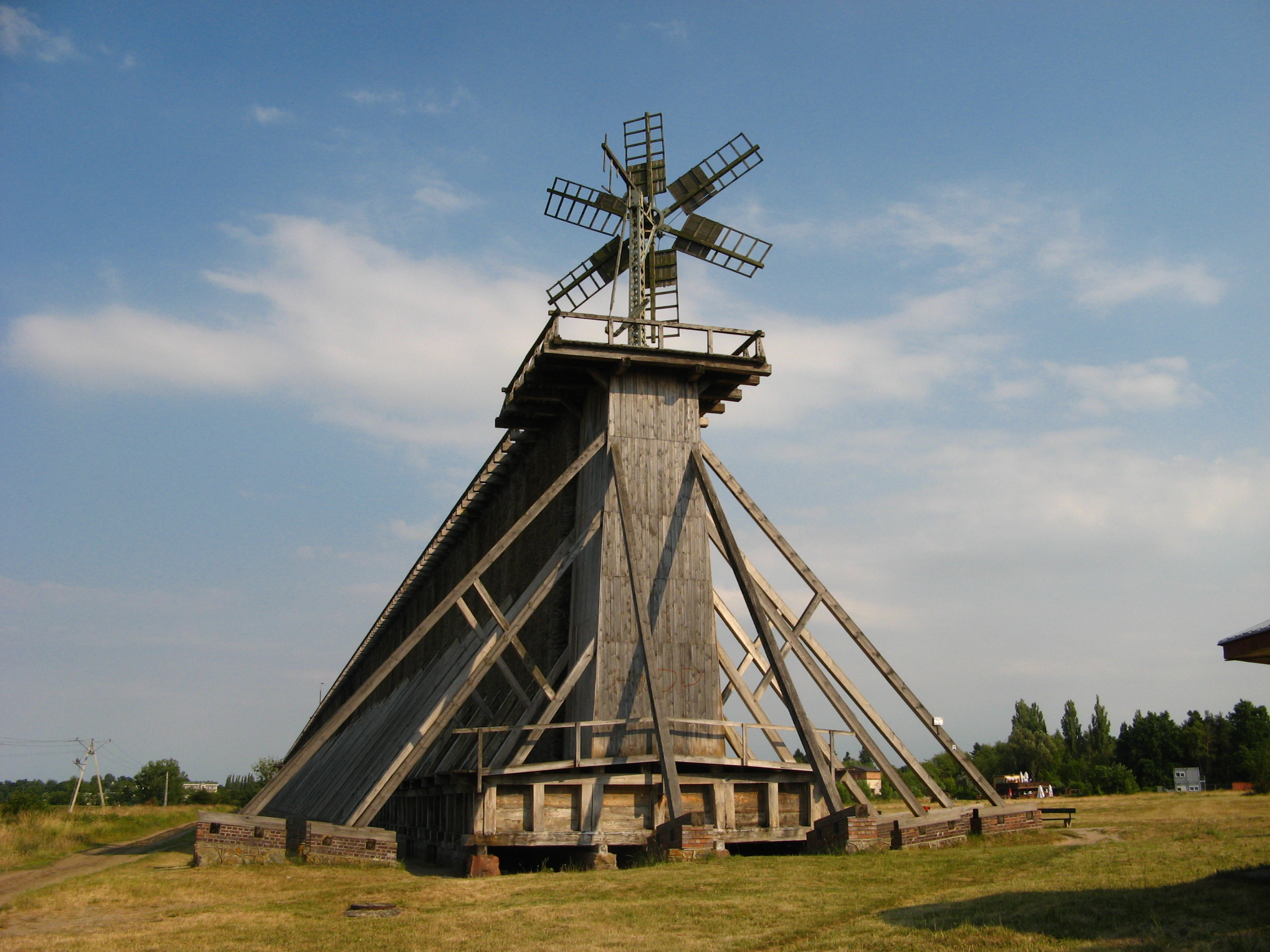
Tour de graduation de Ciechocinek.

Ciechocinek est une ville polonaise située dans le powiat d'Aleksandrów Kujawski dans la voïvodie de Couïavie-Poméranie.
Elle couvre une superficie de 15,26 km² et comptait 10 907 habitants en 2007.